# Pterygoneurum henrici
Pterygoneurum henrici là một loài rêu trong họ Pottiaceae. Loài này được (Rau) E. Britton mô tả khoa học đầu tiên năm 1923.